# Ian Robert Crauford George Mary Bruce
Ian Robert Crauford George Mary Bruce, britanski general, * 22. junij 1890, † 16. januar 1956.